# Eight Belles
Eight Belles, född 23 februari 2005, död 3 maj 2008, var ett mörkgrått engelskt fullblods-sto från USA, efter Unbridled's Song och undan Away. Hon blev det första stoet att vinna de tre loppen Martha Washington Stakes, Honeybee Stakes och Fantasy Stakes under 2008. Eight Belles kollapsade under ett lopp och bröt båda benen och fick avlivas direkt på plats. Hennes död orsakade mycket uppståndelse och kritik riktades mot fullblodsaveln som handlar främst om prestige, snarare än kvalité. Ett lopp har nu fått ett nytt namn och det löps i hennes ära, under namnet Eight Belles Stakes. Under Preakness Stakes den 16 och 17 maj 2008 uppmuntrade "National Thoroughbred Racing Association" jockeyerna att ha klistermärken, röda och vita med en åtta och ordet "Belles" på dem. Detta för att hylla och minnas Eight Belles.

## Historia
Eight Belles föddes den 23 februari 2005 på Serengeti Stable, uppfödd av Robert N. Clay. Hon köptes senare av Fox Hills Farm och sattes i löpträning med tränaren J. Larry Jones. 
Eight Belles skrevs in i historien den 17 februari 2008, då hon blev det första stoet i historien att vinna The Martha Washington Stakes, The Honeybee Stakes (16 mars 2008) och The Fantasy Stakes (12 april 2008). Det året blev Eight Belles nominerad till "Eclipse Awards" pris för 3-åriga ston och blev en av finalisterna. Eight Belles vann Martha Washington med 13 ½ längd och slog därmed även banrekordet för marginalerna vid en seger. 
Det bestämdes då att Eight Belles skulle få springa det tuffa och prestigefyllda loppet Kentucky Derby, som är ett av loppen i Triple Crown. Hon skulle då bli det 39:e stoet att springa Derbyt någonsin på de 134 löp som gått. Det sista stoet att vinna var Winning Colors som vann 1988. 

### Olyckan på Kentucky Derby
Den 3 maj 2008 gick loppet i Kentucky och Eight Belles hamnade på upploppet och korsade mållinjen som tvåa, strax efter Big Brown. Men strax efter, när jockeyn Gabriel Saez började sakta ner henne kollapsade hon plötsligt. Veterinären konstaterade att båda hennes framben var brutna och hon avlivades på plats. Dr Larry Bramlage var banveterinär och hävdade att skadorna var så omfattande att det inte ens hade gått att flytta Eight Belles från banan. Samma skador hade två år tidigare drabbat galopphästen Barbaro under Preakness Stakes. 
Olyckan följdes av kontroverser då folk började ifrågasätta aveln av galopphästar. Eight Belles kunde spåra sin stamtavla tillbaka till Native Dancer, en galopphäst som tävlade under 1950-talet, och det kunde även alla de andra hästarna som ställde upp i Kentucky Derby den dagen Eight Belles dog, och många av dagens amerikanska galopphästar kan spåras tillbaka till denna hingst. Anklagan riktades mot uppfödare över inaveln då så många hästar som härstammade från Native Dancer led av svaga anklar. Ca 75 % av dagens amerikanska galopphästar tros härstamma från Native Dancer.  En annan anledning var att fullbloden sätts i träning mycket tidigt innan de är färdigutvecklade. 
Sally Jenkins, reporter för The Washington Post skrev att galopphästar numera var för starka men med för svag benstomme och hon kommenterade Eight Belles med: "hon sprang med hjärta som ett lokomotiv, med ben som foten på ett champagneglas". on anklagade uppfödare och investerare för olyckan och menade att galoppsporten var i en moralisk kris. 

### Efter Eight Belles död
Eight Belles begravdes under ett magnoliaträd i trädgården till Churchill Downs Kentucky Derby Museum den 7 september 2008. Över 200 besökare var med på begravningen, bland annat från gården Serengeti Farms där Eight Belles föddes upp. 2009 döpte man om ett lopp under Derbydagen till Eight Belles Stakes till hennes ära. Under Preakness Stakes den 16 och 17 maj 2008 uppmuntrade National Thoroughbred Racing Association jockeyerna att ha klistermärken, röda och vita med en klocka, en åtta och ordet "Belles" på dem. Detta för att hylla och minnas Eight Belles. 

## Stamtavla
| Efter Unbridled's Song | Unbridled       | Fappiano        | Mr. Prospector   |
| Efter Unbridled's Song | Unbridled       | Fappiano        | Killaloe         |
| Efter Unbridled's Song | Unbridled       | Gana Facil      | Le Fabuleux      |
| Efter Unbridled's Song | Unbridled       | Gana Facil      | Charedi          |
| Efter Unbridled's Song | Trolley Song    | Caro            | Fortino II       |
| Efter Unbridled's Song | Trolley Song    | Caro            | Chambord         |
| Efter Unbridled's Song | Trolley Song    | Lucky Spell     | Lucky Mel        |
| Efter Unbridled's Song | Trolley Song    | Lucky Spell     | Incantation      |
| Undan Away             | Dixieland Band  | Northern Dancer | Nearctic         |
| Undan Away             | Dixieland Band  | Northern Dancer | Natalma          |
| Undan Away             | Dixieland Band  | Mississippi Mud | Delta Judge      |
| Undan Away             | Dixieland Band  | Mississippi Mud | Sand Buggy       |
| Undan Away             | Be a Prospector | Mr. Prospector  | Raise a Native   |
| Undan Away             | Be a Prospector | Mr. Prospector  | Gold Digger      |
| Undan Away             | Be a Prospector | Belonging       | Exclusive Native |
| Undan Away             | Be a Prospector | Belonging       | Straight Deal    |